# 10667 van Marxveldt
10667 van Marxveldt là một tiểu hành tinh vành đai chính với chu kỳ quỹ đạo là 1005.3942754 ngày (2.75 năm).
Nó được phát hiện ngày 28 tháng 10 năm 1975.